# Kanton Veynes
Veynes is een kanton van het Franse departement Hautes-Alpes. Het kanton maakt deel uit van het arrondissement Gap. Het heeft een oppervlakte van 245,83 km² en telt 6880 inwoners in 2017 ; dat is een dichtheid van 28 inwoners/km².

## Gemeenten
Het kanton Veynes omvatte tot en met 2014 de volgende 8 gemeenten:
- Chabestan
- Châteauneuf-d'Oze
- Furmeyer
- Montmaur
- Oze
- Saint-Auban-d'Oze
- Le Saix
- Veynes (hoofdplaats)

Door de herindeling van de kantons bij decreet van 20 februari 2014, met uitwerking in maart 2015, bestaat het kanton vanaf 2015 uit volgende 8 gemeenten:
- Châteauneuf-d'Oze
- Dévoluy
- Furmeyer
- Manteyer
- Montmaur
- Rabou
- La Roche-des-Arnauds
- Veynes (hoofdplaats)